# سيماروبية
السيماروبية أو السَّمَرُوبيات (الاسم العلمي: Simaroubaceae) هي فصيلة نباتية تتبع رتبة الصابونيات من طائفة الثنائيات الفلقة.

## قبائل
- السيماروباوات

## أجناس
- السيماروبة
- الأيلنط